# Julianów (powiat łowicki)
Julianów – wieś w Polsce położona w województwie łódzkim, w powiecie łowickim, w gminie Nieborów.
W latach 1975–1998 miejscowość należała administracyjnie do województwa skierniewickiego.